# Error d'arrodoniment
En matemàtiques, l'error d'arrodoniment és aquell que indica si l'arrodoniment realitzat és correcte o no.
L'arrodoniment consisteix a eliminar les xifres decimals d'un ordre d'unitats determinat, tenint en compte que si la primera xifra decimal eliminada és igual o superior a 5, sumem 1 a la darrera xifra decimal que mantenim, i si la primera xifra decimal eliminada és inferior a 5, mantenim la darrera xifra.

## Càlcul de l'error comès en l'arrodoniment
En arrodonir, es dona un valor aproximat al valor exacte; per tant, s'està cometent un error voluntari. Per calcular aquest error comès, es calcula l'error absolut.
- Quan l'error absolut és inferior a la meitat de l'ordre d'unitats al qual s'aproxima, l'arrodoniment és correcte.
- Quan l'error absolut és superior a la meitat de l'ordre d'unitats al qual s'aproxima, l'arrodoniment és incorrecte.

{\displaystyle {\text{Error absolut}}=|{\text{Valor exacte}}-{\text{Valor aproximat}}|}

### Exemples
A continuació es presenten dues aproximacions a les centèsimes, una correcta i l'altra incorrecta.
| Valor exacte | Valor aproximat | Error absolut   |
| ------------ | --------------- | --------------- |
| 1,23456789   | 1,24            | 0,00543211      |
| π            | 3,14            | 0,0015926535... |

En el primer cas, l'error d'arrodoniment és incorrecte, ja que l'error absolut és més gran que mitja centèsima (0,00543211 > 0,005). En canvi, l'error d'arrodoniment del segon cas és correcte, ja que l'error absolut és més petit que mitja centèsima (0,0015926535 < 0,005).